# Stazione di Hatchōbori
La stazione di Hatchōbori (八丁堀駅?, Hatchōbori-eki) è una stazione ferroviaria e metropolitana di Tokyo, si trova a Chūō, nella parte orientale della città ed è servita dalle linee Keiyō della JR East, e Hibiya della Tokyo Metro.

## Linee

### Treni
East Japan Railway Company
■ Linea Keiyō

### Metropolitana
Metropolitana Tokyo Metro
 Linea Hibiya

## Struttura

### Stazione JR
La stazione è dotata di un marciapiede a isola centrale con due binari sotterranei in profondità.
| 1 | ■ Linea Keiyō     | per Maihama, Nishi-Funabashi e Soga  |
| 1 | ■ Linea Musashino | per Nishi-Funabashi e Fuchū-Hommachi |
| 2 | ■ Linea Keiyō     | per Tokyo                            |

### Stazione Tokyo Metro
La stazione è dotata di un marciapiede a isola centrale con due binari sotterranei.
| 1 | Linea Hibiya | per Ginza, Naka-Meguro e Kikuna,         |
| 2 | Linea Hibiya | per Ueno, Kita-Senju e Tōbu Dōbutsu Kōen |

## Stazioni adiacenti
| «            | Servizio         | »            |
| Linea Hibiya | Linea Hibiya     | Linea Hibiya |
| ------------ | ---------------- | ------------ |
| Tsukiji      | -                | Kayabachō    |
| Linea Keiyō  |                  |              |
| Tokyo        | Rapido pendolari | Shin-Kiba    |
| Tokyo        | Rapido Keiyō     | Shin-Kiba    |
| Tokyo        | Rapido Musashino | Shin-Kiba    |
| Tokyo        | Locale           | Etchūjima    |